# Svensktoppen 1996
Svensktoppen 1996 är en sammanställning av de femton populäraste melodierna på Svensktoppen under 1996.
Populärast var Streaplers cover på Thor Görans Till min kära. Låten fick totalt 14 465 poäng under 52 veckor (ett helt år).
Populärast från årets melodifestival var Henrik Åberg Du är alltid en del utav mej som valdes bort av melodifestival-juryn, men trots det fick ihop 11 865 poäng under 36 veckor och blev årets näst mest populära låt.
En 12-årig flicka vid namn Sanna Nielsen slog detta året igenom på Svensktoppen, med melodierna Till en fågel och Bilder i mitt album.

## Årets Svensktoppsmelodier 1996
| Nr | Artist                      | Titel                             | Poäng | Antal veckor |
| -- | --------------------------- | --------------------------------- | ----- | ------------ |
| 1  | Streaplers                  | Till min kära                     | 14465 | 52           |
| 2  | Henrik Åberg                | Du är alltid en del utav mig      | 11865 | 36           |
| 3  | Matz Bladhs                 | Vid Silverforsens strand          | 7673  | 31           |
| 4  | Kellys                      | Ett litet ljus                    | 6607  | 23           |
| 5  | Sanna Nielsen               | Till en fågel                     | 6492  | 20           |
| 6  | Lasse Stefanz               | Dig ska jag älska                 | 5783  | 25           |
| 7  | Amris                       | Kom och rulla i mitt rullande hus | 3372  | 15           |
| 8  | Anders Engbergs             | Av hela mitt hjärta               | 2904  | 15           |
| 9  | Just D med Thorleifs        | Tre gringos                       | 2802  | 13           |
| 10 | Berth Idoffs                | Kärlek på gång                    | 2701  | 14           |
| 11 | Jan Johansen                | Mitt hjärta i din hand            | 2463  | 11           |
| 12 | Carina Jaarnek              | Låt sommaren gunga dig            | 2411  | 11           |
| 13 | Black Jack                  | Om det känns rätt                 | 2394  | 11           |
| 14 | Arvingarna                  | Än finns det kärlek               | 2324  | 11           |
| 15 | Kikki Danielsson & Roosarna | Hem till Norden                   | 2213  | 11           |

## Listettor
- 6 januari-16 mars: - Streaplers - Till min kära
- 23 mars-18 maj: - Henrik Åberg - Du är alltid en del utav mej
- 1 juni: - Sanna Nielsen - Till en fågel
- 8 juni: - Black Jack - Om det känns rätt
- 15 juni: - Sanna Nielsen - Till en fågel
- 22-29 juni: - Henrik Åberg - Du är alltid en del utav mej
- 6-20 juli: - Sanna Nielsen - Till en fågel
- 27 juli-10 augusti: - Henrik Åberg - Du är alltid en del utav mej
- 17 augusti: - Sanna Nielsen - Till en fågel
- 24 augusti: - Henrik Åberg - Du är alltid en del utav mej
- 31 augusti: - Sanna Nielsen - Till en fågel
- 7-14 september - Henrik Åberg - Du är alltid en del utav mej
- 21 september-30 november - Kellys - Ett litet ljus
- 7-28 december - Thorleifs - En liten ängel